# Fomivirsen
Fomivirsen ist ein Antisense-Oligonukleotid und ein Arzneistoff, welcher als Virostatikum zur Behandlung der Cytomegalie-Virus-(CMV)-Retinitis bei Patienten mit einem erworbenen Immunschwäche-Syndrom (AIDS) angezeigt ist.
Fomivirsen ist ein 21mer Antisense-DNA-Phosphorthioat-Oligonukleotid (ISIS 2922) mit einer komplementären Sequenz zur mRNA, der major immediate-early (MIE) transkriptionalen Einheit des humanen Cytomegalievirus (CMV). Durch die Bindung des Oligonukleotids an die komplementäre mRNA wird die Translation dieser viralen mRNA blockiert und damit die Genexpression der Proteine der IE2-Region (IE2), IE86 und IE55, verhindert. Die Verabreichung erfolgt intravitreal.
Fomivirsen war das erste Antisense-Oligonukleotid, das für den therapeutischen Gebrauch zur Marktreife gebracht wurde. Es wurde in den USA 1998 von der FDA zugelassen, 1999 folgte die EU-Zulassung. (Handelsname Vitravene, Novartis). Nach dem  Rückgang von CMV-Infektionen durch verbesserte Therapien von HIV-Infektionen gab Novartis die Zulassung auf.